# Cerisy-la-Forêt
Cerisy-la-Forêt ist eine französische Gemeinde mit 1014 Einwohnern (Stand 1. Januar 2022) im Département Manche in der Region Normandie.

## Geographie
Cerisy-la-Forêt liegt in der Normandie weniger als 20 Kilometer Luftlinie landeinwärts von der Küste zum Ärmelkanal entfernt an der Ostgrenze des Départements Manche zum Département Calvados. Der Ort wird vom Flüsschen Esque berührt. Die Gemeinde liegt am Rande des Forêt de Cerisy genannten Waldgebietes, das sich weit überwiegend im benachbarten Département Calvados befindet. Im Südwesten der Gemeinde liegt das Tal der Elle, eines Zuflusses der Vire.
Der Sitz der Präfektur des Départements, die Stadt Saint-Lô, liegt etwa zwölf Kilometer südwestlich.
Umgeben wird Cerisy-la-Forêt von den Nachbargemeinden Tournières im Norden, Le Molay-Littry im Nordosten, Montfiquet im Südosten und Süden, Saint-Georges-d’Elle und Couvains im Südwesten, Saint-Jean-de-Savigny im Westen sowie Sainte-Marguerite-d’Elle im Nordwesten.

## Geschichte

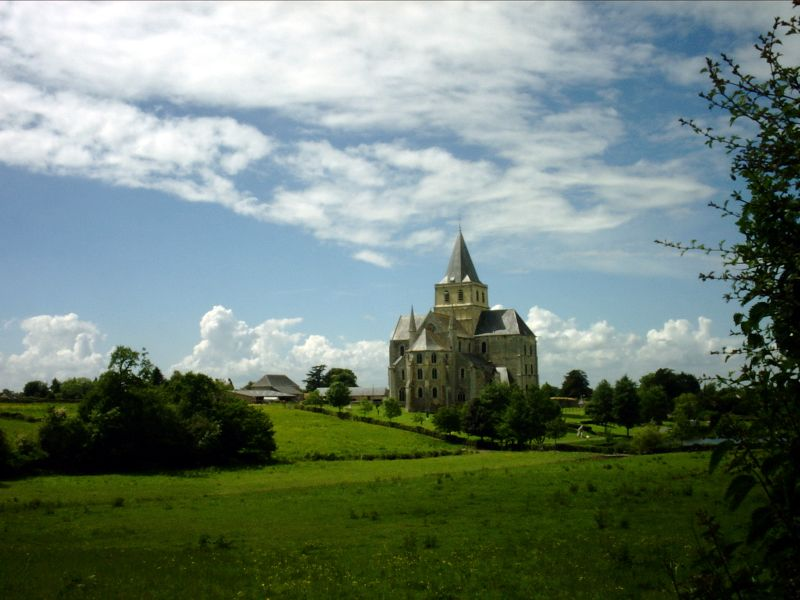
Die von Herzog Robert I. dem Prächtigen erbaute Abteikirche

Grundriss der Abteikirche

Im 6. Jahrhundert gründete in Cerisy-la-Forêt der heilige Vigor, Bischof von Bayeux, die später von Benediktinern geführte Abtei Cerisy-la-Forêt. Diese wird 1032 von Robert I. dem Prächtigen, Herzog der Normandie, restauriert, der im gleichen Jahr den Bau der heute noch erhaltenen einzigartigen Abteikirche beginnt. Die Abtei wird durch Roberts Sohn, Wilhelm den Eroberer, reich dotiert und später während der Französischen Revolution aufgehoben.

### Einwohnerentwicklung
Die Einwohnerentwicklung von Cerisy-la-Forêt stellt sich wie folgt dar:
| 1962 | 1968 | 1975 | 1982 | 1990 | 1999 | 2006 | 2012 | 2019 |
| 1103 | 1051 | 923  | 941  | 784  | 839  | 900  | 936  | 1036 |

### Religionen
Cerisy-la-Forêt gehört zur Pfarrgemeinde der Heiligen Theresa vom Kinde Jesu (Paroisse Sainte Thérèse de l’Enfant Jésus) mit Sitz in Saint-Clair-sur-l’Elle des Dekanates Pont-Hébert (Doyenné de Pont-Hébert) des katholischen Bistums Coutances(-Avranches) (Diocèse de Coutances-et-Avranches).

## Partnerschaft
Am 10. Oktober 1973 schloss Cerisy-la-Forêt eine Partnerschaft mit der damaligen Gemeinde Scharmede im damaligen Kreis Büren in Nordrhein-Westfalen. Seit dem 1. Januar 1975 ist Scharmede ein Stadtteil von Salzkotten im heutigen Kreis Paderborn.

## Kultur und Sehenswürdigkeiten

### Bauwerke
Das bedeutendste Bauwerk innerhalb der Gemeinde ist die aus dem 11. und 12. Jahrhundert stammende Abteikirche der im 6. Jahrhundert gegründeten Benediktinerabtei Saint-Vigor, ein Meisterwerk der normannischen romanischen Kunst und als Monument historique klassifiziert. Es folgen zwei Châteaus, das Château de La Boulaye aus dem 18. und 20. Jahrhundert und das Château de La Couespellière aus dem 16. bis 19. Jahrhundert, die beide je eine Unserer Lieben Frau geweihte Kapelle haben. Im 19. Jahrhundert errichtet wurde die Mühle von Airondel, im 17. Jahrhundert das Herrenhaus Manoir des Rochers.

### Bodendenkmäler
Das wichtigste erhaltene Bodendenkmal in Cerisy-la-Forêt ist ein Tumulus.

### Parks und Naturdenkmäler
Bemerkenswert sind das Tal der Elle im Südwesten der Gemeinde und der Bois l'Abbé genannte Staatsforst von Cerisy. 1976 wurde zum Schutz des dort lebenden Goldglänzenden Laufkäfers das 2124 Hektar umfassende Naturschutzgebiet des Staatsforsts von Cerisy  (Réserve naturelle de la Forêt domaniale de Cerisy) eingerichtet.
In der Gemeinde finden sich Möglichkeiten für die Jagd und fürs Angeln sowie für ausgedehnte Wander- und Fahrradtouren.

### Regelmäßige Veranstaltungen
Der Wochenmarkt findet jeweils mittwochs statt, der Jahrmarkt am 1. Mittwoch im Juli. Der Termin des örtlichen Patronatsfestes ist der Sonntag, der dem 14. Juli am nächsten liegt.
Die Klosterkirche ist der Ort der jährlichen Veranstaltungsreihe „Ton und Lichterglanz“ (« Son et Lumière »), die jeweils vom 14. Juli bis 15. September dauert.

## Persönlichkeiten
- Vigor von Bayeux, Heiliger, Bischof von Bayeux und Gründer der Abtei Cerisy-la-Forêt[1]
- Herzog Robert I. der Prächtige (* zwischen 1002 und 1010; † 1035 in Nicäa), Erbauer der Abteikirche
- Aimé-Victor-François Guilbert (* 1812 in Cerisy-la-Forêt; † 1889 in Gap), Kardinal[5]